# Episodi di Studio One (nona stagione)
La nona stagione della serie televisiva Studio One è andata in onda negli Stati Uniti dal 24 settembre 1956 al 2 settembre 1957 sulla CBS.
| nº | Titolo originale               | Prima TV USA      |
| -- | ------------------------------ | ----------------- |
| 1  | A Special Announcement         | 24 settembre 1956 |
| 2  | A Man's World                  | 1º ottobre 1956   |
| 3  | The Open Door                  | 15 ottobre 1956   |
| 4  | The Crimes of Peter Page       | 22 ottobre 1956   |
| 5  | American Primitive             | 29 ottobre 1956   |
| 6  | The Pilot                      | 12 novembre 1956  |
| 7  | The Landlady's Daughter        | 26 novembre 1956  |
| 8  | Portrait of a Citizen          | 3 dicembre 1956   |
| 9  | Rachel                         | 10 dicembre 1956  |
| 10 | Career                         | 17 dicembre 1956  |
| 11 | A Christmas Surprise           | 24 dicembre 1956  |
| 12 | Goodbye Piccadilly             | 31 dicembre 1956  |
| 13 | Love at Forth Sight            | 7 gennaio 1957    |
| 14 | The Dark Corner                | 14 gennaio 1957   |
| 15 | The Five Dollar Bill           | 21 gennaio 1957   |
| 16 | Dead of Noon                   | 28 gennaio 1957   |
| 17 | Tale of the Comet              | 4 febbraio 1957   |
| 18 | A Walk in the Forest           | 11 febbraio 1957  |
| 19 | The Hollywood Complex          | 18 febbraio 1957  |
| 20 | The Defender: Part 1           | 25 febbraio 1957  |
| 21 | The Defender: Part 2           | 4 marzo 1957      |
| 22 | A Child Is Waiting             | 11 marzo 1957     |
| 23 | Walk Down the Hill             | 18 marzo 1957     |
| 24 | A Member of the Family         | 25 marzo 1957     |
| 25 | The Years in Between           | 1º aprile 1957    |
| 26 | The Playwright and the Stars   | 8 aprile 1957     |
| 27 | The Rice Sprout Song           | 15 aprile 1957    |
| 28 | The Traveling Lady             | 22 aprile 1957    |
| 29 | Eight Feet to Midnight         | 29 aprile 1957    |
| 30 | The Out-of-Towners             | 6 maggio 1957     |
| 31 | Babe in the Woods              | 13 maggio 1957    |
| 32 | The Man Who Wasn't Himself     | 20 maggio 1957    |
| 33 | The Weston Strain              | 27 maggio 1957    |
| 34 | The Furlough                   | 3 giugno 1957     |
| 35 | The Mother Bit                 | 10 giugno 1957    |
| 36 | The Staring Match              | 17 giugno 1957    |
| 37 | The Goodwill Ambassadors       | 24 giugno 1957    |
| 38 | Death and Taxes                | 1º luglio 1957    |
| 39 | A Matter of Guilt              | 8 luglio 1957     |
| 40 | Love Me to Pieces              | 15 luglio 1957    |
| 41 | In Love with a Stranger        | 22 luglio 1957    |
| 42 | The Human Barrier              | 29 luglio 1957    |
| 43 | My Mother and How She Undid Me | 5 agosto 1957     |
| 44 | The Unmentionable Blues        | 12 agosto 1957    |
| 45 | Rudy                           | 19 agosto 1957    |
| 46 | Guitar                         | 26 agosto 1957    |
| 47 | The Dark Intruder              | 2 settembre 1957  |

## A Special Announcement
- Diretto da:
- Scritto da:

### Trama
- Interpreti: Robert Cummings (George Lumley), Betty Furness (se stessa - annunciatrice sponsor), Alexander Scourby (narratore)

## A Man's World
- Diretto da:
- Scritto da:

### Trama
- Interpreti: Lili Darvas (Brigitte), Betty Furness (se stessa - annunciatrice sponsor), Rocky Graziano (Pablo), Joanne Woodward (Christiana), Dick York (George Fox)

## The Open Door
- Diretto da:
- Scritto da:

### Trama
- Interpreti: Rudy Bond (Eccles), Marion Brash (Donna), Betty Furness (se stessa - annunciatrice sponsor), Albert Salmi (Skeets), Robert F. Simon (Rutch)

## The Crimes of Peter Page
- Diretto da:
- Scritto da:

### Trama
- Interpreti: Betty Furness (se stessa - annunciatrice sponsor), Barry Jones (Peter Prouse)

## American Primitive
- Diretto da:
- Scritto da:

### Trama
- Interpreti: Lloyd Bridges (Pike), Betty Furness (se stessa - annunciatrice sponsor), Cameron Prud'Homme (Clemens)

## The Pilot
- Diretto da:
- Scritto da:

### Trama
- Interpreti: Casey Allen (narratore), Burt Brinckerhoff (Jeff), Betty Furness (se stessa - annunciatrice sponsor), Abigail Kellogg (Mary), Nancy Kelly (Sorella M. Aquinas), Dorrit Kelton (Mrs. Toomey), Gregory LaFayette (Haskall), John McLiam (capitano Emerson), Robert Nelson (Mr. Stone), Barbara O'Neil (Sorella Frances Helen), Milton Selzer (Harold Rich), Jerry Stiller (Hugh)

## The Landlady's Daughter
- Diretto da:
- Scritto da:

### Trama
- Interpreti: Malcolm Brodrick (Sammy Bayley), Betty Furness (se stessa - annunciatrice sponsor), Fred Gwynne (Little Dude), Richard Kiley (Mr. Dean), George Mathews (Mr. Bolt), Lee Remick (Elaine Bayley)

## Portrait of a Citizen
- Diretto da:
- Scritto da:

### Trama
- Interpreti: Lili Darvas (Ruth Simon), Betty Furness (se stessa - annunciatrice sponsor), Walter Slezak (Lev Simon)

## Rachel
- Diretto da:
- Scritto da:

### Trama
- Interpreti: Edward Andrews (Henry Horne), Betty Furness (se stessa - annunciatrice sponsor), Edmund Glover, Alma Hubbard, Mark L. Hykin (Andy Jackson Jr.), Joanne Linville, Everett Sloane (Aaron Burr), Maureen Stapleton (Rachel Jackson)

## Career
- Diretto da:
- Scritto da:

### Trama
- Interpreti: Norma Crane (Anne Burke), Betty Furness (se stessa - annunciatrice sponsor), Shepperd Strudwick (Mac Taylor), Barry Sullivan (Steve Burke)

## A Christmas Surprise
- Diretto da:
- Scritto da:

### Trama
- Interpreti: Orson Bean (Charlie Digger), Kevin Coughlin (Bobby), Betty Furness (se stessa - annunciatrice sponsor), Luke Halpin, Robert Q. Lewis (se stesso  - presentatore), Kathleen Maguire (Evelyn Digger), Luis Van Rooten (Dad)

## Goodbye Piccadilly
- Diretto da:
- Scritto da:

### Trama
- Interpreti: James Daly (Jim Briscoe), Betty Furness (se stessa - annunciatrice sponsor), Parker McCormick (Jean Kemp), Betsy Palmer (Edith Olmstead)

## Love at Forth Sight
- Diretto da:
- Scritto da:

### Trama
- Interpreti: Betty Furness (se stessa - annunciatrice sponsor), Gisele MacKenzie (Pate), William Redfield (Otis Lockwood), Evelyn Varden (Mrs. Lockwood)

## The Dark Corner
- Diretto da:
- Scritto da:

### Trama
- Interpreti: Fay Bainter (Mrs. Morgan), Betty Furness (se stessa - annunciatrice sponsor), Conrad Nagel (dottor Thorne), Robert Pastene (John Morgan), Phyllis Thaxter (Laura Morgan)

## The Five Dollar Bill
- Diretto da:
- Scritto da:

### Trama
- Interpreti: Burt Brinckerhoff (Ralph Moore), Hume Cronyn (Mr. Moore), Betty Furness (se stessa - annunciatrice sponsor), Abigail Kellogg (Virginia), Jessica Tandy (Mrs. Moore)

## Dead of Noon
- Diretto da:
- Scritto da:

### Trama
- Interpreti: Wyrley Birch (reverendo Hardin), Richard Boone (John Wesley Hardin), Betty Furness (se stessa - annunciatrice sponsor), Robert Gist (Coley Davis), Mike Kellin (Bundy), Peggy McCay (Claire), J. Pat O'Malley (Davey), Cameron Prud'Homme, Truman Smith (sindaco)

## Tale of the Comet
- Diretto da:
- Scritto da:

### Trama
- Interpreti: Betty Furness (se stessa - annunciatrice sponsor), Kathleen Maguire, Hal March (Tim Tully), John Cameron Swayze

## A Walk in the Forest
- Diretto da:
- Scritto da:

### Trama
- Interpreti: James Franciscus, Betty Furness (se stessa - annunciatrice sponsor), Jack Mullaney, George Peppard, Alexander Scourby

## The Hollywood Complex
- Diretto da:
- Scritto da:

### Trama
- Interpreti: Betty Furness (se stessa - annunciatrice sponsor), David Opatoshu (Sam), Tony Randall (Walter), William Redfield (Melvin), Michael Tolan (Absalom)

## The Defender: Part 1
- Diretto da:
- Scritto da:

### Trama
- Interpreti: Martin Balsam (Francis Toohey), Ralph Bellamy (Walter Preston), Rudy Bond (Peter D'Agostino), Betty Furness (se stessa / annunciatrice sponsor), Russell Hardie (prima guardia), Michael Higgins (sergente James Sheeley), Rosetta LeNoire (Mary Ellen Bailey), John McGovern (dottor Horace Bell), Steve McQueen (Joseph Gordon), Vivian Nathan (Mrs. Gordon), Eileen Ryan (Betsy Fuller), Milton Selzer (seconda guardia), William Shatner (Kenneth Preston), David J. Stewart (dottor Victor Wallach), Arthur Storch (Seymour Miller), Dolores Sutton (Norma Lane), Ian Wolfe (giudice Marsala), Iggie Wolfington (Impiegato di corte), Edward Asner (giurato)

## The Defender: Part 2
- Diretto da:
- Scritto da:

### Trama
- Interpreti: Martin Balsam (Francis Toohey), Ralph Bellamy (Walter Preston), Rudy Bond (Peter D'Agostino), Betty Furness (se stessa / annunciatrice sponsor), Russell Hardie (prima guardia), Michael Higgins (sergente James Sheeley), Rosetta LeNoire (Mary Ellen Bailey), John McGovern (dottor Horace Bell), Steve McQueen (Joseph Gordon), Vivian Nathan (Mrs. Gordon), Eileen Ryan (Betsy Fuller), Milton Selzer (seconda guardia), William Shatner (Kenneth Preston), David J. Stewart (dottor Victor Wallach), Arthur Storch (Seymour Miller), Dolores Sutton (Norma Lane), Ian Wolfe (giudice Marsala), Iggie Wolfington (Impiegato di corte), Edward Asner (giurato)

## A Child Is Waiting
- Diretto da:
- Scritto da:

### Trama
- Interpreti: Mary Fickett (Jean Horst), Betty Furness (se stessa - annunciatrice sponsor), Pat Hingle (dottor Clark), Ruth McDevitt (Mrs. Wilson), Miko Oscard (Reuben Widdicomb), Marian Seldes (Mary Widdicomb)

## Walk Down the Hill
- Diretto da:
- Scritto da:

### Trama
- Interpreti: Lonny Chapman, Betty Furness (se stessa - annunciatrice sponsor), Lew Gallo, Stefan Gierasch (Goldstein), Don Gordon (Al Rossi), Clu Gulager (Lloyd Carpenter), David Lewis, Martin Richter (Maury Cohen), William Smithers (Bernie Linton), Frank Sutton (Lawton)

## A Member of the Family
- Diretto da:
- Scritto da:

### Trama
- Interpreti: James Broderick (Robert), Hume Cronyn (Ellis Davenport), Betty Furness (se stessa - annunciatrice sponsor), Ben Piazza (David), Frances Reid (Gertrude), Estelle Ritchie (Elizabeth), Paul Tripp (Howard)

## The Years in Between
- Diretto da:
- Scritto da:

### Trama
- Interpreti: Betty Furness (se stessa - annunciatrice sponsor), John Kerr, Phyllis Love

## The Playwright and the Stars
- Diretto da:
- Scritto da:

### Trama
- Interpreti: Henderson Forsythe (Riley), Betty Furness (se stessa - annunciatrice sponsor), Sam Levene (Ben Weber), Joanne Linville (Jo Hanley), Cathleen Nesbitt (Julia Harrington), Fritz Weaver (George Hanley)

## The Rice Sprout Song
- Diretto da:
- Scritto da:

### Trama
- Interpreti: John Colicos (Gold Root), Olive Deering (Moon Scent), Betty Furness (se stessa - annunciatrice sponsor), Vivian Nathan (Big Aunt), David Opatoshu (Big Uncle), David J. Stewart (Wong), Dolores Sutton, Michael Tolan (Plenty Own)

## The Traveling Lady
- Diretto da:
- Scritto da:

### Trama
- Interpreti: Mildred Dunnock (Mrs. Mavis), Betty Furness (se stessa - annunciatrice sponsor), Ann Hennessey (Sitter Mavis), Steven Hill (Slim Breedlove), Wendy Hillier (Margaret Rose), Doreen Lang (Clara Breedlove), Robert Loggia (Henry Thomas), Kim Stanley (Georgette Thomas), Fred Stewart (giudice)

## Eight Feet to Midnight
- Diretto da:
- Scritto da:

### Trama
- Interpreti: Tom Clancy (Flaherty), Constance Ford (Blanche Gallagher), Betty Furness (se stessa - annunciatrice sponsor), Pat Henning (Tom Dunphy), Dermot A. McNamara (Joey), Edward Mulhare (Liam O'Neill), Deirdre Owens (Nora McDermott)

## The Out-of-Towners
- Diretto da:
- Scritto da:

### Trama
- Interpreti: Betty Furness (se stessa - annunciatrice sponsor), Eileen Heckart (Evie Jackson), Gerald Hiken (Magazine Dealer), Phyllis Hill (Hostess), Jack Manning (impiegato), E.G. Marshall (Harry Mork), Martin Newman (ascensore Boy), Milton Selzer (ubriaco)

## Babe in the Woods
- Diretto da:
- Scritto da:

### Trama
- Interpreti: Betty Furness (Coral, Princess Livitski), Tammy Grimes (Gloria Loman), Murray Matheson (Waldo), Jody McCrea (Bobby Applegate)

## The Man Who Wasn't Himself
- Diretto da:
- Scritto da:

### Trama
- Interpreti: Arthur Anderson (Selkirk), George Ebeling (dottor Kerr), Betty Furness (se stessa / annunciatrice sponsor), David Lewis (narratore), Joanna Roos (Mrs. Hendon), Patricia Smith (Helen), Fred Stewart (Portage), Eli Wallach (Peter Hendon), Rudolf Weiß (dottor Robson), Ian Wolfe (Guthrie)

## The Weston Strain
- Diretto da:
- Scritto da:

### Trama
- Interpreti: Helen Auerbach (ragazza on Waterfront), Carolyn Brenner (Landlady), John Drainie (Felix Dodge), Betty Furness (se stessa - annunciatrice sponsor), Clint Kimbrough (Paul), Judson Laire (Mr. Weston), Aline MacMahon (Mrs. Weston), Ruth McDevitt (Mrs. Clark), Conrad Nagel (professore Anson), Anne Pearson (ragazza on Train), Dick York (George Weston)

## The Furlough
- Diretto da:
- Scritto da:

### Trama
- Interpreti: James Daly (sergente Pat Boyle), Mildred Dunnock (Mrs. Juleson), Henderson Forsythe ( della poliziaSergeant), Betty Furness (se stessa - annunciatrice sponsor), Kathleen Maguire (Chris Juleson), George Mitchell (Mr. Juleson), William Smithers, Jerry Stiller (sergente Joe Capriotti), Charles White (conducente)

## The Mother Bit
- Diretto da:
- Scritto da:

### Trama
- Interpreti: Paul Carr (Allen Minton), Harrison Dowd (conducente), Peter Falk (Carmen's Assistant), Perry Fiske (Director), Henderson Forsythe (Mr. Minton), Betty Furness (se stessa - annunciatrice sponsor), Harry Gresham (uomo on Train), Harry Guardino (Carmen Fiore), June Havoc (Kitty Sharpe), Jayne Heller (Pat), Rosetta LeNoire (Maid), Sam Levene (Ben Selig), Milton Selzer (Gerald), Natalie Trundy (Joy Morrison)

## The Staring Match
- Diretto da:
- Scritto da:

### Trama
- Interpreti: Lonny Chapman (Will Landis), James Daly (Mr. White), Betty Furness (se stessa - annunciatrice sponsor), James Gregory (Mr. Black), Margaret Hamilton (Irma Davis), Anne Jackson (Mattie Hobbs), William Smithers (Linus Hobbs), Victor Thorley (reverendo Ashburn)

## The Goodwill Ambassadors
- Diretto da:
- Scritto da:

### Trama
- Interpreti: Mario Alcalde (Junipero), Raymond Bramley (ambasciatore), Betty Furness (se stessa - annunciatrice sponsor), Juano Hernández (dottor Ramirez), Martin Newman (Francisco), Lenka Peterson (Carol Bixby), William Redfield (Tom Bixby), Jane White (dottor Caltvalko)

## Death and Taxes
- Diretto da:
- Scritto da:

### Trama
- Interpreti: Theodore Bikel (Henri Blanchard), John Fiedler (Jouvin), Betty Furness (se stessa - annunciatrice sponsor), Jerome Kilty (Doriot), Vivian Nathan (Marie Blanchard)

## A Matter of Guilt
- Diretto da:
- Scritto da:

### Trama
- Interpreti: Betty Furness (se stessa - annunciatrice sponsor), Luke Halpin (Frank Clarke), Freda Holloway (Phyllis), Cec Linder (Stewart), June Lockhart (Janet Clarke), Lin McCarthy (Doug Clarke), Lee Richardson (George Lang), Herb Voland (Bauer), Astrid Wilsrud (Joan Lang), Ben Yaffee (McKenzie)

## Love Me to Pieces
- Diretto da:
- Scritto da:

### Trama
- Interpreti: Jerome Cowan (Harold Richards), Betty Furness (se stessa - annunciatrice sponsor), Bennye Gatteys (Sue Richards), Ned Glass (Ezra Hoffenhall), William Hickey (Paul Richards), Parker McCormick (Edna Richards), Cliff Norton (Pete Harvey), Ralph Stantley (Manny Fortune)

## In Love with a Stranger
- Diretto da:
- Scritto da:

### Trama
- Interpreti: Jim Backus (Father), Audrey Christie (Zia Millie), Betty Furness (se stessa / annunciatrice sponsor), Phyllis Love (Phyllis), Joanna Roos (Mother), Hiram Sherman (zio Irving), Fritz Weber (George), John Cannon (se stesso / annunciatore 1950-1959, voce)

## The Human Barrier
- Diretto da:
- Scritto da:

### Trama
- Interpreti: John Beal (maggiore Saks), Philip Bourneuf (generale Gerringer), Fred Campanella (maggiore Richards), Henderson Forsythe (dottor Barnes), Betty Furness (se stessa - annunciatrice sponsor), Pat Hingle (maggiore Bergman), Skip Homeier (capitano Gene Lipton), Ross Martin (tenente Maxwell), Patricia Smith (Ginny Lipton), John Cameron Swayze (se stesso - narratoree)

## My Mother and How She Undid Me
- Diretto da:
- Scritto da:

### Trama
- Interpreti: Larry Blyden (Al Walters), Eddie Bracken (Herbert, voce), Margaret Hamilton (Mrs. McIntosh), Anne Jackson (Fredda Walters), Lori March (Mrs. Dorn), Marilyn Segal (Nora), Frances Sternhagen (Mary), Fred Stewart (dottor Conrad), Susan Strell (Mrs. Schoenfeld), Nita Talbot (Maxine)

## The Unmentionable Blues
- Diretto da:
- Scritto da:

### Trama
- Interpreti: Ruth Ames (Marion), John Connell (Tommy), Betty Furness (se stessa - annunciatrice sponsor), Sarah Marshall (Fay), Carmen Mathews (Isabel), Elliott Nugent (Waldo Washburn), Roland Winters (Mr. Bosworth)

## Rudy
- Diretto da:
- Scritto da:

### Trama
- Interpreti: Jacob Ben-Ami (Mr. Valasek), Richard Bright (Ditch), Burt Brinckerhoff (Rudy Valasek), Pat DeSimone (Frank), Peter Falk (Jack), Betty Furness (se stessa - annunciatrice sponsor), Nancy Marchand (Eleanor), Buzz Martin (Fly), Leo Penn (Peter), Judy Sanford (Charlene), Madeleine Sherwood (Rose), Joseph Walsh (Nickel)

## Guitar
- Diretto da:
- Scritto da:

### Trama
- Interpreti: Mario Alcalde (Lopez), Clarice Blackburn (Maria Ramandes), Roy de la Torre (chitarrista), Betty Furness (se stessa - annunciatrice sponsor), Carlos Montalbán (Ramos), Carlos Montoya (Flamenco Musician), José Pérez (figlio di Lopez), Frank Silvera (Miguel Ramando)

## The Dark Intruder
- Diretto da:
- Scritto da:

### Trama
- Interpreti: Betty Furness (se stessa - annunciatrice sponsor), House Jameson (Moore), Charles Korvin (Philip Hausman), David Lewis (Edmund Taylor), Joanne Linville (Kathy), Addison Powell (dottor Frank), Roland Winters (Charles Brooks)